# Saint-Pierre-la-Cour
Saint-Pierre-la-Cour is een gemeente in het Franse departement Mayenne (regio Pays de la Loire). De plaats maakt deel uit van het arrondissement Laval. Saint-Pierre-la-Cour telde op 1 januari 2022 2.313 inwoners.

## Geografie
De oppervlakte van Saint-Pierre-la-Cour bedroeg op 1 januari 2022 15,69 vierkante kilometer; de bevolkingsdichtheid was toen 147,4 inwoners per km².

## Verkeer en vervoer
In de gemeente ligt spoorwegstation Saint-Pierre-la-Cour.

## Demografie
Onderstaande figuur toont het verloop van het inwonertal (bron: INSEE-tellingen).

## Geboren in Saint-Pierre-la-Cour
- Jean-Paul Kauffmann (1944), schrijver en journalist